# Суур, Калью
Ка́лью-Хи́ллар Суу́р (18 февраля 1928, Таллин — 13 ноября 2013) — известный эстонский фотограф. Один из основателей Таллинского фотоклуба и группы STODOM (1964). Автор 25 фотоальбомов, множества фоторепортажей и фотопортретов.

## Биография
Калле Суур родился в Таллине 18 февраля 1928 года. 25 лет проработал бригадиром-наладчиком  на трикотажной фабрике «Марат». Во время службы в армии приобрёл свой первый фотоаппарат. В 1964 году вместе со своими друзьями с киностудии «Таллинфильм» создал группу STODOM, названную так по первым буквам фамилий создателей. Она объединила самых деятельных, талантливых и энергичных фотографов Эстонии того времени, которые много работали, получив всесоюзное и международное признание.
С 1978 года являлся свободным художником.С 1981 года по 1994 год работал в фотографом в газете «Серп и молот» (Sirp ja Vasar). В 1995 году Суур основал издательство Suurkalju, в котором издавал свои альбомы.

## Интересные факты
Калью Суур является участников более 150 международных выставок, а также 104 персональных выставок в 15 странах мира. Большое количество его фотографии печаталось
журнале «Крокодил» и в «Литературной Газете».

## Премии и награды
- 1978 — титул фотохудожника Международной Федерации Фотоискусства (AFIAP).
- 1987 — стал лауреатом премии журнала «Огонек»[1].
- 1999 — Лауреат премии Kultuurkapital за дело всей жизни.
- 2001 — ордена Белой звезды IV степени.
- 2007 — Лауреат премии Фонда национальной культуры за дело всей жизни[2].